# Al Jones (Sänger)

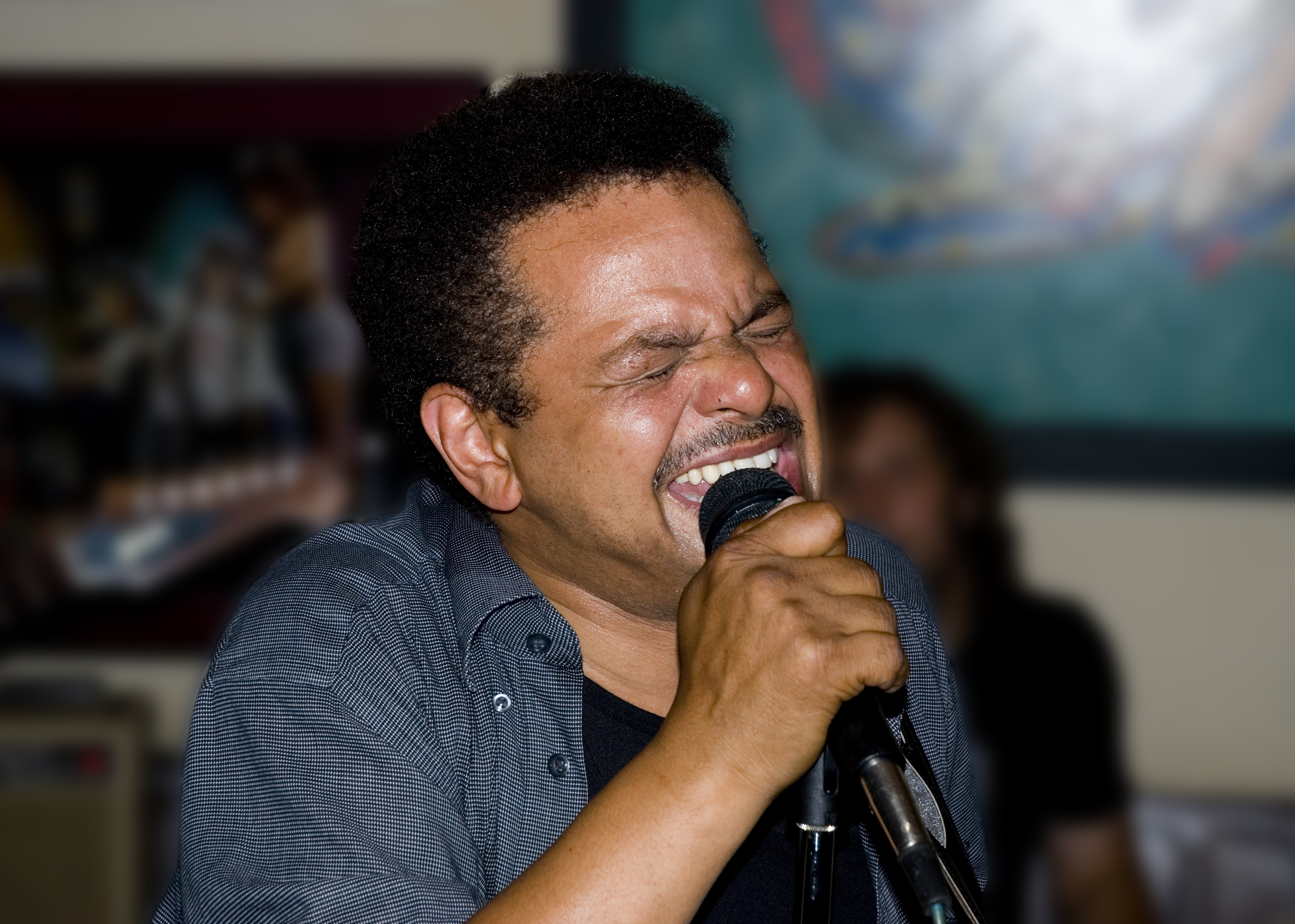
Al Jones live im Satchmo Elsdorf (Rheinl.) 2007

Alfred „Al“ Jones (* 1951 in der Weiden in der Oberpfalz) ist ein deutsch-amerikanischer Blues-Sänger und Gitarrist.

## Leben
Jones wurde als Kind eines amerikanischen GIs in der Oberpfalz (Bayern, Deutschland) geboren. Schon als Junge fühlte er sich vom Blues inspiriert und im Blues fand er auch die Wurzeln für seine eigene Musik. Mit vielen internationalen Größen des Blues hat Al Jones schon zusammengearbeitet: B. B. King, Johnny Winter, Champion Jack Dupree, Louisiana Red, Willie Mabon, Tommy Tucker, Sonny Rhodes, Brenda Bell u. a.
Anfang der 1980er Jahre gründete er die Al Jones Blues Band, die vorwiegend in Europa tourt, sowohl auf Festivals als auch in Clubs. Die amerikanische Fachzeitung Livin’ Blues hat Al Jones schon vor einigen Jahren bestätigt, dass es außerhalb der Vereinigten Staaten nichts Vergleichbares gibt. Im Lauf der Jahre hat Al Jones seinen eigenen Stil entwickelt der aber stark mit den ursprünglichen Wurzeln – dem Blues – verbunden ist. Sowohl Gitarrenstil als auch Gesang sind unverkennbar und mehrere CDs wurden bereits veröffentlicht. Mehrmals im Jahr war er mit Louisiana Red auf Tour.

## Diskografie
- Payin our dues
- Movin ’n’Groovin
- Hot ’n’ Heavy
- Watch This! (1995)
- Sharper Than A Tack (1999)
- Bittersweet
- In Time – Right Time – Any Time (Stormy Monday Records, 2016)